# Distrikt Callayuc
Der Distrikt Callayuc, alternative Schreibweise: Distrikt Calláyuc, liegt in der Provinz Cutervo in der Region Cajamarca im Norden Perus. Der Distrikt wurde am 22. Oktober 1910 gegründet. Er besitzt eine Fläche von 308 km². Beim Zensus 2017 wurden 9722 Einwohner gezählt. Im Jahr 1993 lag die Einwohnerzahl bei 11.519, im Jahr 2007 bei 10.474. Sitz der Distriktverwaltung ist die 1536 m hoch gelegene Ortschaft Callayuc mit 595 Einwohnern (Stand 2017). Callayuc befindet sich 24 km nordnordwestlich der Provinzhauptstadt Cutervo.

## Geographische Lage
Der Distrikt Callayuc befindet sich in der peruanischen Westkordillere nordwestzentral in der Provinz Cutervo. Der nach Osten fließende Río Chamaya begrenzt den Distrikt im Norden. Der Río Callayuc, ein Nebenfluss des Río Chamaya, durchquert das Areal in nördlicher Richtung und entwässert einen Großteil davon. Im äußersten Südosten reicht der Distrikt bis zum Cerro Chamusco. Dieser befindet sich innerhalb des Nationalparks Cutervo.
Der Distrikt Callayuc grenzt im Südwesten und im Westen an den Distrikt Querocotillo, im Norden an die Distrikte Pucará und Colasay (beide in der Provinz Jaén), im Osten an die Distrikte Santa Cruz und San Andrés de Cutervo sowie im Südosten an den Distrikt Santo Domingo de la Capilla.

## Ortschaften
Neben dem Hauptort gibt es folgende größere Ortschaften im Distrikt:
- Batancillo
- Churaz
- El Campo
- El Cumbe
- Huabal
- La Conga Tunas
- Queromarca
- San José de Lirio
- San Juan de Chiple
- Santa Clara
- Santa Rosa
- Viluco